# 잔 셰랄
잔 셰랄(Jeanne Cherhal, 1978년 2월 28일 ~ )은 프랑스의 싱어송라이터이다.